# Itara thailandensis
Itara thailandensis är en insektsart som beskrevs av Andrej Vasiljevitj Gorochov 1997. Itara thailandensis ingår i släktet Itara och familjen syrsor. Inga underarter finns listade i Catalogue of Life.